# منتخب المغرب لهوكي الجليد
منتخب المغرب لهوكي الجليد هو منتخب مغربي في رياضة هوكي الجليد تحت إشراف الجامعة الملكية المغربية لهوكي الجليد.

## الإنجازات
- البطولة العربية
  - 2008 (الإمارات العربية المتحدة) :  المرتبة الثالثة

## روابط خارجية
- الجامعة الملكية المغربية لهوكي الجليد (بالفرنسية)
- مقالة عن المنتخب المغربي لهوكي الجليد